# Liste des communes françaises du Lot ayant changé de nom au cours de la Révolution
Pour un article plus général, voir Liste des communes françaises ayant changé de nom au cours de la Révolution.
Cet article présente la liste des communes françaises du Lot ayant changé de nom au cours de la Révolution. 

## Lot
Les noms des communes qui ont conservé leur nom révolutionnaire sont surlignés en bleu ciel.
| Commune                                                   | Nom révolutionnaire    | Notice Ehess-Cassini |
| --------------------------------------------------------- | ---------------------- | -------------------- |
| Bagnac (devenue Bagnac-sur-Célé)                          | Lacapelle-Bagnac       | no 6857              |
| Castelnau-Montratier                                      | Castelnau-la-Montagne  | no 7114              |
| Puy-l'Évêque                                              | Puy-Libre              | no 28324             |
| Puy-l'Évêque                                              | Puy-sur-Lot            | no 28324             |
| Saint-Caprais                                             | Bruyère                | no 30810             |
| Saint-Céré                                                | Franc-Céré             | no 30830             |
| Saint-Céré                                                | Sen Céré (ou Seu-Céré) | no 30830             |
| Saint-Chamarand                                           | Beauchamp              | no 30849             |
| Saint-Cirgues                                             | Cirgues                | no 30945             |
| Saint-Cirq-Belarbre (réunie à Saint-Cirq-Souillaguet)     | Belarbre               | no 30953             |
| Saint-Clair                                               | Belle-Rivière          | no 30960             |
| Saint-Cyprien                                             | Cyprien                | no 31065             |
| Saint-Daunès                                              | Daunès                 | no 31115             |
| Saint-Denis (devenue Saint-Denis-lès-Martel)              | Seu-Denis              | no 31129             |
| Saint-Félix                                               | Félix                  | no 31734             |
| Saint-Félix ou Saint-Félix-de-Bannières (réunie à Condat) | Félix                  | no 31737             |
| Saint-Félix ou Saint-Félix-de-Bannières (réunie à Condat) | Puy-du-Tour            | no 31737             |
| Saint-Geniès (Lot) (réunie à Montcuq)                     | Geniès                 | no 61426             |
| Saint-Germain (devenue Saint-Germain-du-Bel-Air)          | Belle-Plaine           | no 32032             |
| Saint-Germain (devenue Saint-Germain-du-Bel-Air)          | Seu-Libre              | no 32032             |
| Saint-Hilaire                                             | Hillaire               | no 32287             |
| Saint-Sauveur-la-Vallée                                   | Puyvalon               | no 34577             |
| Sainte-Croix                                              | Croix                  | no 31335             |
| Souillac                                                  | Trente-un-Mai          | no 36676             |